# Tlogoharum
Tlogoharum is een bestuurslaag in het regentschap Pati van de provincie Midden-Java, Indonesië. Tlogoharum telt 3882 inwoners (volkstelling 2010).